# 植竹拓
植竹 拓（うえたけ ひろむ、1978年8月20日 - ）は、日本のファッションデザイナー（クリエイティブ・ディレクター）であり、DJである。愛称はピロム。雑誌『Men's egg』（大洋図書）にて創刊号から活躍した読者モデルでもあった。TWIN PLANET ENTERTAINMENTと業務提携を行っている。
埼玉県八潮市出身。聖進学院卒業。身長166cm。

## 人物・来歴
1996年:某雑誌にて読者モデルデビュー。
1997年:渋谷カルチャー誌「egg」にてスーパー高校生として一躍有名に。
「ギャル男」の第一人者。

1999年～2008年:メンズエッグモデルとして活躍
1999年～2008年:渋谷のClubをDJ活動「PYLON」「Fura」「atom」
DJ HIROMU名義CDリリースは5タイトル
2003年～2013年アパレルブランド「PEACE ON MARS」「KT NANAI」「GOE」「GOOD OR EVIL」
2003年～2013年アパレルブランド「PEACE ON MARS」「KT NANAI」「GOE」「GOOD OR EVIL」
プロデュース
2013年:メンズエッグ休刊と同時に「渋谷と呼ばれた男 ～ギャル男の終焉～」出版
2015年:アクセサリーブランド「N.S.H」プロデュース